# Пески (Павловский район)
Пески — село в Павловском районе Воронежской области Российской Федерации.
Село является административным центром Песковского сельского поселения. Здесь размещена администрация поселения.

## Название
Название получило по береговому оврагу Песковскому.

## Физико-географическая характеристика
Село расположено в центральной части поселения, на правом берегу реки Битюг.
Село, как и вся Воронежская область, живёт по Московскому времени.

## История
Основано в середине XVIII века как хутор. В 1883 году в селе выстроена каменная церковь святого Тихона Задонского, сейчас стоящая на государственной охране как памятник архитектуры.

## Население
| 1859 | 1897  | 1900  | 2007 | 2009 | 2010 |
| ---- | ----- | ----- | ---- | ---- | ---- |
| 950  | ↗1486 | ↘1378 | ↘502 | ↗517 | ↘490 |

## Архитектура и достопримечательности
В селе 11 улиц: Глубокая, Зелёная, Комсомольская, Мира, Молодёжная, Новая, Полевая, Скрынникова, Советская, Солнечная и Первомайский переулок.
К примечательным архитектурным сооружениям можно отнести церковь Тихона Задонского и дом культуры.